# Ehingen (Donau)

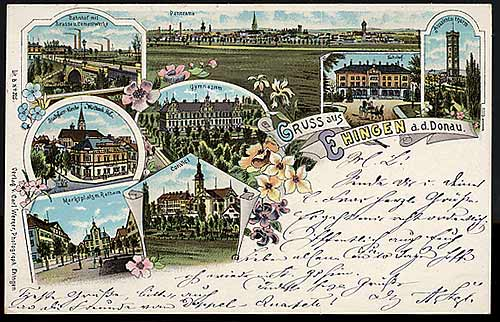
Ehingen um 1898

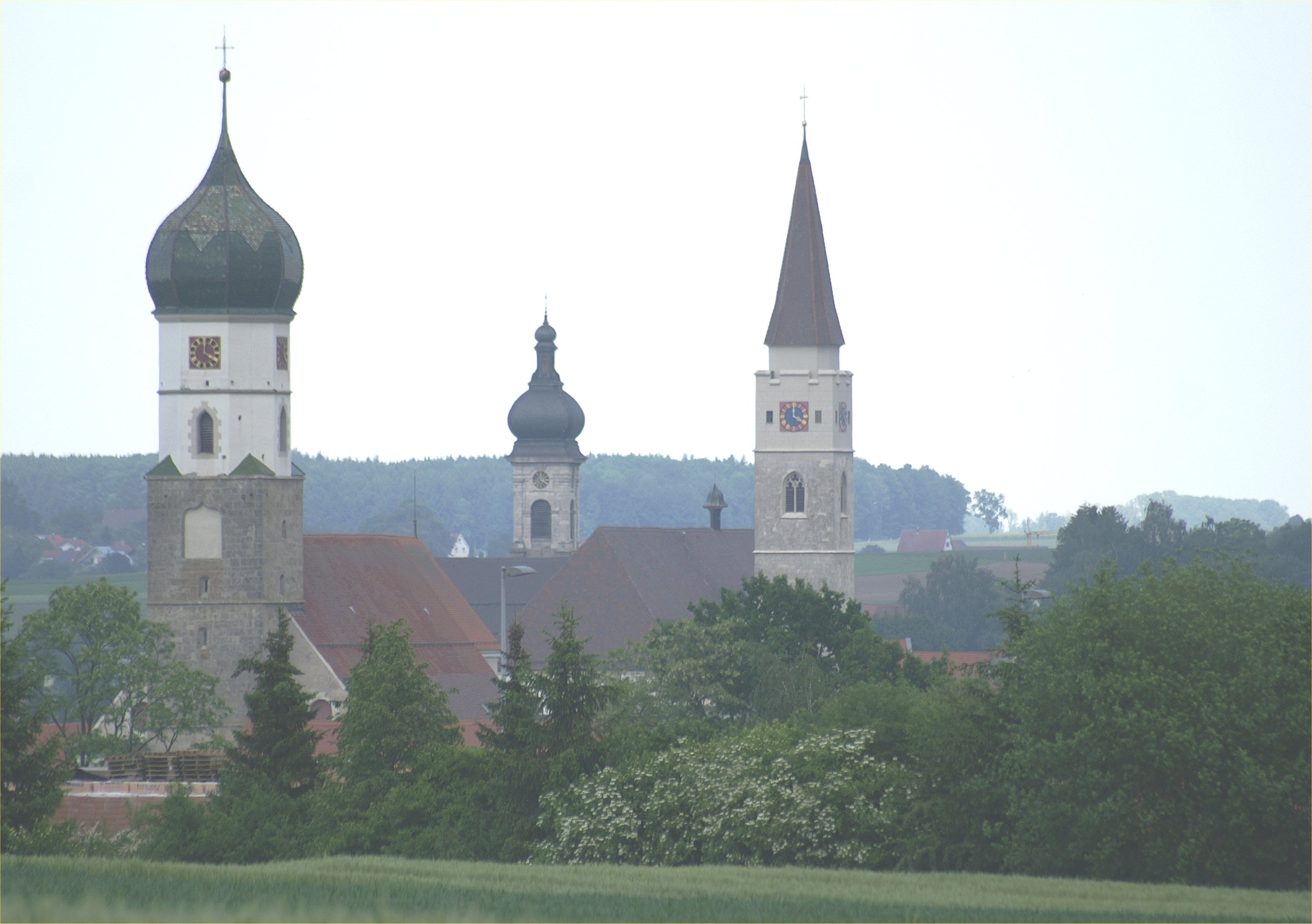
Ehingen an der Oberschwäbischen Barockstraße – hier die Türme von Liebfrauenkirche, Herz-Jesu-Kirche und Stadtpfarrkirche St. Blasius

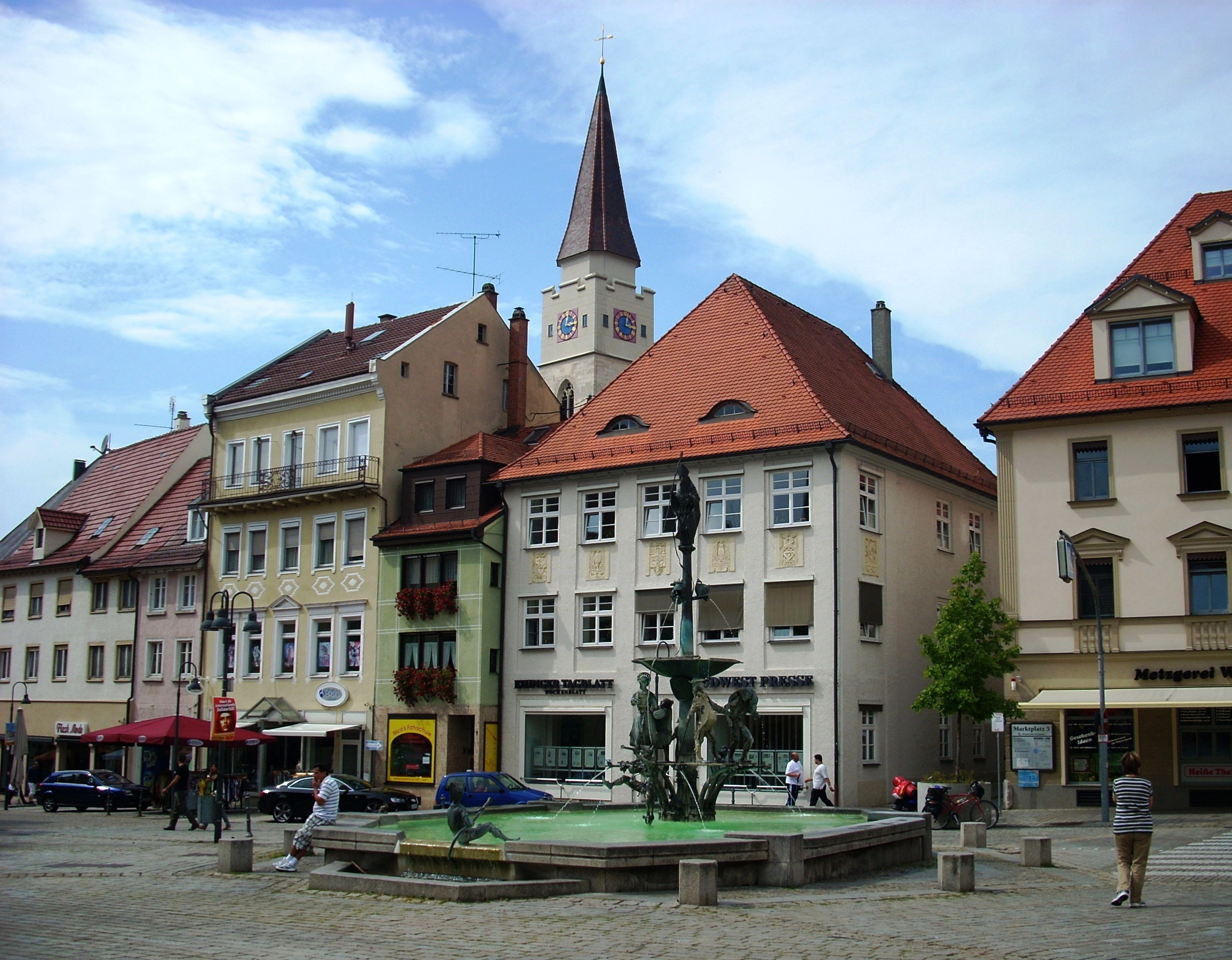
Marktplatz mit Theodulbrunnen und Stadtpfarrkirche

Ehingen (Donau) ist eine Mittelstadt im Südosten Baden-Württembergs, etwa 23 Kilometer südwestlich von Ulm und 67 Kilometer südöstlich von Stuttgart. Die größte Stadt im Alb-Donau-Kreis ist für die umliegenden Gemeinden ein Mittelzentrum.
Seit dem 1. Januar 1974 ist Ehingen eine Große Kreisstadt. Mit den Nachbargemeinden Griesingen, Oberdischingen und Öpfingen ist die Stadt eine Vereinbarte Verwaltungsgemeinschaft eingegangen. Der Teil der Ehinger Gemarkung auf der Albhochfläche (33,8 %) gehört zum Biosphärengebiet Schwäbische Alb.
Von 1346 bis 1805 gehörten Stadt und Umland zu Vorderösterreich, wovon das Ständehaus am Marktplatz noch heute Zeugnis gibt.

## Geographie

### Lage
Ehingen liegt am Südrand der Mittleren Flächenalb, einem Teil der Schwäbischen Alb, am nördlichen Ufer der Donau in einer Flussschleife der Schmiech. Dieser kleine Fluss entspringt rund 20 km nördlich von Ehingen in den Lutherischen Bergen, erreicht das Stadtgebiet bei Berkach, durchquert die Kernstadt und mündet südöstlich von ihr in die Donau.
Die Donau streift die Stadt nur im äußersten Südosten. Von Munderkingen und Rottenacker kommend gelangt sie beim Stadtteil Herbertshofen in das Stadtgebiet, fließt dann in nordöstlicher Richtung vorbei an den Stadtteilen Dintenhofen und Dettingen, zwischen der Kernstadt im Norden und dem Stadtteil Berg im Süden hindurch, bevor sie die Schmiech aufnimmt und anschließend südlich der Stadtteile Nasgenstadt und Gamerschwang verläuft, um schließlich das Stadtgebiet nordöstlich in Richtung Ulm wieder zu verlassen.
Der Stadtteil Rißtissen liegt als Exklave rund acht Kilometer östlich des Stadtzentrums in der Donauebene an der Riß, die nur wenig weiter nördlich in die Donau mündet.
Am Westrand Ehingens steigt das Gelände um über 200 Höhenmeter zur Ehinger Alb und dem Stoffelberg (730 m) an. Auf dieser welligen Hochfläche bis Mundingen verlaufen zahlreiche Wanderwege, die zum Besinnungsweg Ehinger Alb vernetzt sind.

### Nachbargemeinden
Die folgenden Städte und Gemeinden (sie gehören, soweit nichts anderes vermerkt, zum Alb-Donau-Kreis) grenzen an die Stadt Ehingen (im Uhrzeigersinn, beginnend im Norden):
Schelklingen, Allmendingen, Altheim, Öpfingen und Griesingen, Laupheim und Schemmerhofen (beide Landkreis Biberach), Unterstadion, Rottenacker, Munderkingen, Untermarchtal und Lauterach sowie Hayingen und Münsingen (beide Landkreis Reutlingen).

### Stadtgliederung
Die Stadt besteht aus der Kernstadt, zu der auch die bereits 1939 eingegliederten Gemeinden Dettingen und Berkach gehören, und den im Rahmen der Gemeindereform der 1970er Jahre eingegliederten Gemeinden Altbierlingen, Altsteußlingen, Berg, Dächingen, Erbstetten, Frankenhofen, Gamerschwang, Granheim, Herbertshofen, Heufelden, Kirchbierlingen, Kirchen, Mundingen, Nasgenstadt, Rißtissen, Schaiblishausen und Volkersheim. Die ehemaligen Gemeinden sind zugleich Ortschaften im Sinne der baden-württembergischen Gemeindeordnung, das heißt, sie haben je einen von den Wahlberechtigten bei jeder Kommunalwahl neu zu wählenden Ortschaftsrat mit einem Ortsvorsteher als Vorsitzendem. In jeder Ortschaft gibt es eine Ortschaftsverwaltung, quasi ein „Rathaus vor Ort“, dessen Leiter der Ortsvorsteher ist.
Zu einigen Stadtteilen gehören noch räumlich getrennte Wohnplätze mit eigenem Namen, die jedoch meist nur wenige Einwohner haben, oder Wohngebiete mit eigenem Namen, deren Bezeichnungen sich im Laufe der Bebauung ergeben haben und deren Grenzen dann meist nicht genau festgelegt sind. Solche Wohnplätze sind:
- in der Kernstadt: Jägerhof, Käshof, Saurücken, Steinhoflehen und Ziegelhof
- in Berg: Ernsthof
- in Erbstetten: Unterwilzingen, Vogelhof
- in Frankenhofen: Karlshof

### Raumplanung
Ehingen ist ein Mittelzentrum innerhalb der Region Donau-Iller mit der Stadt Ulm als Oberzentrum. Zum Mittelbereich Ehingen gehören neben Ehingen selbst die folgenden Städte und Gemeinden des Alb-Donau-Kreises: Allmendingen, Altheim, Emeringen, Emerkingen, Griesingen, Grundsheim, Hausen am Bussen, Lauterach, Munderkingen, Oberdischingen, Obermarchtal, Oberstadion, Öpfingen, Rechtenstein, Rottenacker, Untermarchtal, Unterstadion und Unterwachingen.

### Schutzgebiete
In Ehingen liegen die sechs Naturschutzgebiete Heuhofer Weg, Hungerberg, Blauer Steinbruch, Pfaffenwert, Ehinger Galgenberg, Sulzwiesen-Lüssenschöpfle und Teile der Naturschutzgebiete Gedüngtes Ried, Pfaffenwert und Umenlauh. Die Waldgebiete Mochental und Lautertal-Wolfstal sind als Schonwälder ausgewiesen. Einige Landschaftsteile auf dem Stadtgebiet wurden als Landschaftsschutzgebiet Ehingen ausgewiesen. Die Stadt hat überdies Anteile an den FFH-Gebieten Großes Lautertal und Landgericht, Tiefental und Schmiechtal und Donau zwischen Munderkingen und Ulm und nördliche Iller sowie am Vogelschutzgebiet Täler der Mittleren Flächenalb.

## Geschichte

### Vorgeschichte und Antike

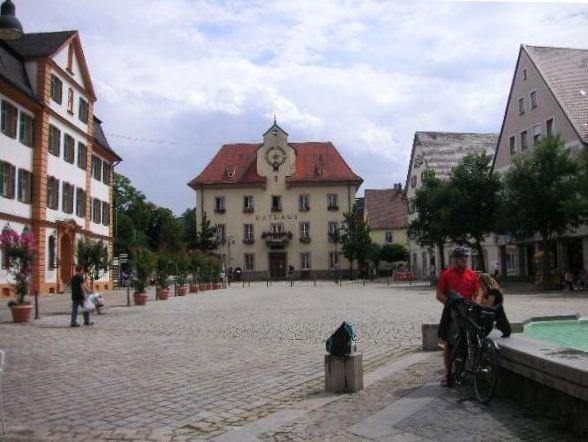
Ehinger Marktplatz mit Blick auf das Rathaus, links das schwäbisch-österreichische Ständehaus

Erste Menschen haben sich im Gebiet Ehingens vermutlich schon zur Jungsteinzeit niedergelassen, vereinzelte Funde bestätigen dies. Hinweise auf die Kelten sind spärlich. In der Römerzeit war Ehingen wohl ein wichtiger Durchgangspunkt (Heerstraße).

### Frühes Mittelalter
Es folgte die alemannische Einwanderung, mit der die Geschichte des Ortes Ehingen (-ingen weist darauf hin) begann. Um 854 war es Teil der Swerzenhuntare. Ein Alemannenfriedhof an der Schmiech zeugt ebenso davon wie bedeutende Funde aus den Jahren 1929 und 1930. Die erste nachgewiesene urkundliche Erwähnung von Ehinga ist in einer Tauschurkunde des Bistums Chur und des Klosters Schwarzach aus dem Jahr 961 enthalten. Die Ansiedlung lag in der Schmiechniederung an der Stelle der heutigen Unteren Stadt.

### Von Schelklingen zu Vorderösterreich
Die eigentliche Gründung der Stadt geschah durch die Grafen von Berg-Schelklingen neben ihrer Burg über der Schmiech. An sie erinnert das heutige Stadtwappen. Der Ortsteil Berkach wurde bereits im Jahr 787 anlässlich einer Schenkung an das Kloster Lorsch im Lorscher Codex urkundlich erwähnt. Sehr wahrscheinlich ist auch Ehingen in dieser Urkunde erwähnt, die Ortsbezeichnung Heingen allerdings nicht hinreichend eindeutig.
Nach dem Aussterben des Berger Grafenhauses fiel Ehingen 1346 an das Haus Österreich und somit an deren schwäbische Vorlande. Die finanzschwachen Habsburger verpfändeten die Stadt jedoch bald an verschiedene Adlige. Dieser Umstand sowie der wachsende Wohlstand der Bürger ermöglichten den Erwerb wichtiger Rechte, die an die der Reichsstädte herankamen.
Zwischen 1498 und 1511 hielt sich der spätere Kaiser Maximilian sechsmal innerhalb der Mauern von Ehingen auf. Zu seinem Freundeskreis gehörten die gebürtigen Ehinger Gebrüder Winckelhofer, der Dichter Jakob Locher und der Bildhauer Jörg Muskat.
Nach dem Dreißigjährigen Krieg war Ehingen regelmäßig Treffpunkt der schwäbisch-österreichischen Stände; Tagungsort war das Ständehaus am Marktplatz. Von 1689 bis zu seiner Auflösung 1806 war die Stadt auch Sitz des Ritterkantons Donau. Brände von 1688 und 1749 hinterließen deutliche Spuren im Stadtbild.
Um 1790 wurde von diesem Gebiet Vorderösterreichs erstmals durch den Tiroler Bauernkartografen Anton Kirchebner eine genaue Landkarte erstellt. Sie wurde aber wegen der 1793 ausgebrochenen Franzosenkriege nicht mehr gedruckt.

### Württembergische Zeit
Im Pressburger Frieden 1805 musste das Kaisertum Österreich seine Vorlande an die Verbündeten des Französischen Kaiserreichs abtreten. Ehingen kam nach über viereinhalb Jahrhunderten österreichischer Herrschaft an das neu geschaffene Königreich Württemberg. Bereits im folgenden Jahr wurde die Stadt im Zuge der neuen württembergischen Verwaltungsgliederung Sitz des Oberamtes Ehingen.
Im Hungerjahr 1816 kam die Not nach Ehingen, die dank guter Vorräte im Spitalkasten milder als in anderen Gemeinden und Städten Mitteleuropas verlief. Seit 1717 war zwar eine städtische Feuerspritze vorhanden, jedoch wurde erst am 18. Juli 1861 die Freiwillige Feuerwehr gegründet. 1869 erreichte die Bahnstrecke Ulm–Sigmaringen die Stadt, womit Anschluss an das Streckennetz der Württembergischen Eisenbahn bestand. Ab Mitte bis Ende des 19. Jahrhunderts entwickelte sich das Gewerbe stark und damit auch die Stadt. Bedeutend waren Brauereibetriebe (21 im Jahr 1890; auch heute noch hat Ehingen fünf Brauereien) und Baugewerbe (Zementwerk von Ehingen 1890–1925).

### 20. Jahrhundert
Die Verwaltungsreformen während der NS-Zeit in Württemberg machten 1934 aus dem Oberamt den Kreis Ehingen, der 1938 im neuen Landkreis Ehingen aufging.
1937 ließ sich die Schwäbische Zellstoff AG (jetzt Sappi) in Ehingen nieder.
Die Stadt gehörte ab 1945 wie der gesamte Landkreis Ehingen zur Französischen Besatzungszone und kam zunächst zum Nachkriegsland Württemberg-Hohenzollern und ab 1952 zum Regierungsbezirk Südwürttemberg-Hohenzollern im neuen Bundesland Baden-Württemberg.
Nach dem Zweiten Weltkrieg kam es zum Aufstieg der Fa. Schlecker, die mit einer Metzgerei zunächst 1902 in der Tuchergasse begonnen hatte und 1908 in die Bahnhofstraße gezogen war.
Im Zuge der Kreisreform in Baden-Württemberg 1973 wurde der überwiegende Teil des Landkreises Ehingen mit dem Landkreis Ulm zum neuen Alb-Donau-Kreis zusammengeschlossen, einige Gemeinden des Kreises Ehingen kamen zum vergrößerten Landkreis Biberach. Damit verlor Ehingen seine Funktion als Kreisstadt. Infolge der Eingliederung von 17 Stadtteilen überschritt die Einwohnerzahl die Grenze von 20.000, und Ehingen wurde zum 1. Januar 1974 zur Großen Kreisstadt erhoben. Einige Aufgaben des Landkreises gingen damit auf die Stadt Ehingen über, so dass der Verlust des Kreissitzes teilweise wieder ausgeglichen war. In Ehingen befindet sich eine Außenstelle des Landratsamtes Alb-Donau-Kreis.

### Eingemeindungen
Die folgenden Gemeinden wurden in die Stadt Ehingen eingegliedert (sie gehörten vor der Kreisreform alle zum Landkreis Ehingen).
- 1939: Berkach und Dettingen
- 1. August 1971: Nasgenstadt
- 1. Mai 1972: Berg, Kirchen (mit Mühlen, Schlechtenfeld, Stetten, Deppenhausen, Mochental)
- 1. Oktober 1972: Altsteußlingen (mit Briel), Gamerschwang, Heufelden (mit Blienshofen)
- 1. Januar 1973: Altbierlingen, Kirchbierlingen (mit Weisel, Sontheim), Schaiblishausen (mit Bockighofen), Volkersheim
- 1. Dezember 1973: Dächingen, Erbstetten (mit Unterwilzingen, Vogelhof), Frankenhofen (mit Tiefenhülen), Herbertshofen (mit Dintenhofen), Mundingen
- 1. Januar 1974: Granheim
- 1. Januar 1975: Rißtissen

### Einwohnerentwicklung
Einwohnerzahlen nach dem jeweiligen Gebietsstand. Die Zahlen sind Volkszählungsergebnisse (¹) oder amtliche Fortschreibungen der jeweiligen Statistischen Ämter (nur Hauptwohnsitze).
| Jahr                 | Einwohner |
| -------------------- | --------- |
| 1810                 | 2.547     |
| 1823                 | 2.531     |
| 1834                 | 2.981     |
| 1843                 | 3.534     |
| 1855                 | 3.241     |
| 1861                 | 3.261     |
| 1. Dezember 1871 ¹   | 3.547     |
| 1. Dezember 1880 ¹   | 4.065     |
| 1. Dezember 1900 ¹   | 4.734     |
| 1. Dezember 1910 ¹   | 4.794     |
| 16. Juni 1925 ¹      | 4.845     |
| 16. Juni 1933 ¹      | 5.064     |
| 17. Mai 1939 ¹       | 5.764     |
| 13. September 1950 ¹ | 7.787     |
| 6. Juni 1961 ¹       | 10.266    |

| Jahr              | Einwohnerzahlen |
| ----------------- | --------------- |
| 27. Mai 1970 ¹    | 13.437          |
| 31. Dezember 1975 | 21.600          |
| 31. Dezember 1980 | 21.988          |
| 27. Mai 1987 ¹    | 22.194          |
| 31. Dezember 1990 | 23.568          |
| 31. Dezember 1995 | 24.666          |
| 31. Dezember 2000 | 25.091          |
| 31. Dezember 2005 | 26.017          |
| 31. Dezember 2010 | 25.670          |
| 31. Dezember 2015 | 25.503          |
| 31. Dezember 2020 | 26.398          |

¹ Volkszählungsergebnis

## Religionen

### Konfessionsstatistik
Am 31. Dezember 2017 waren 54,5 % der Einwohner katholisch, 14,9 % evangelisch, 33,7 % gehörten einer anderen Religion an oder waren konfessionslos. In die Periode 2020–2024 trat jährlich 1 Prozentpunkt der Gesamtbevölkerung aus der Kirche aus.

### Katholische Kirche
Das Gebiet der heutigen Stadt Ehingen gehörte zunächst zum Bistum Konstanz und war dem Archidiakonat circa Alpes unterstellt. Infolge der Zugehörigkeit zu Österreich wurde die Reformation nicht eingeführt, so dass das Stadtgebiet über viele Jahrhunderte überwiegend katholisch blieb. Dagegen wurde im Stadtteil Mundingen im Jahr 1535 die Reformation eingeführt, da er zu Württemberg gehörte. Die erste Ehinger Kirche wurde 1182 erwähnt. 1339 erschien sie als St. Blasius geweihte Kirche.

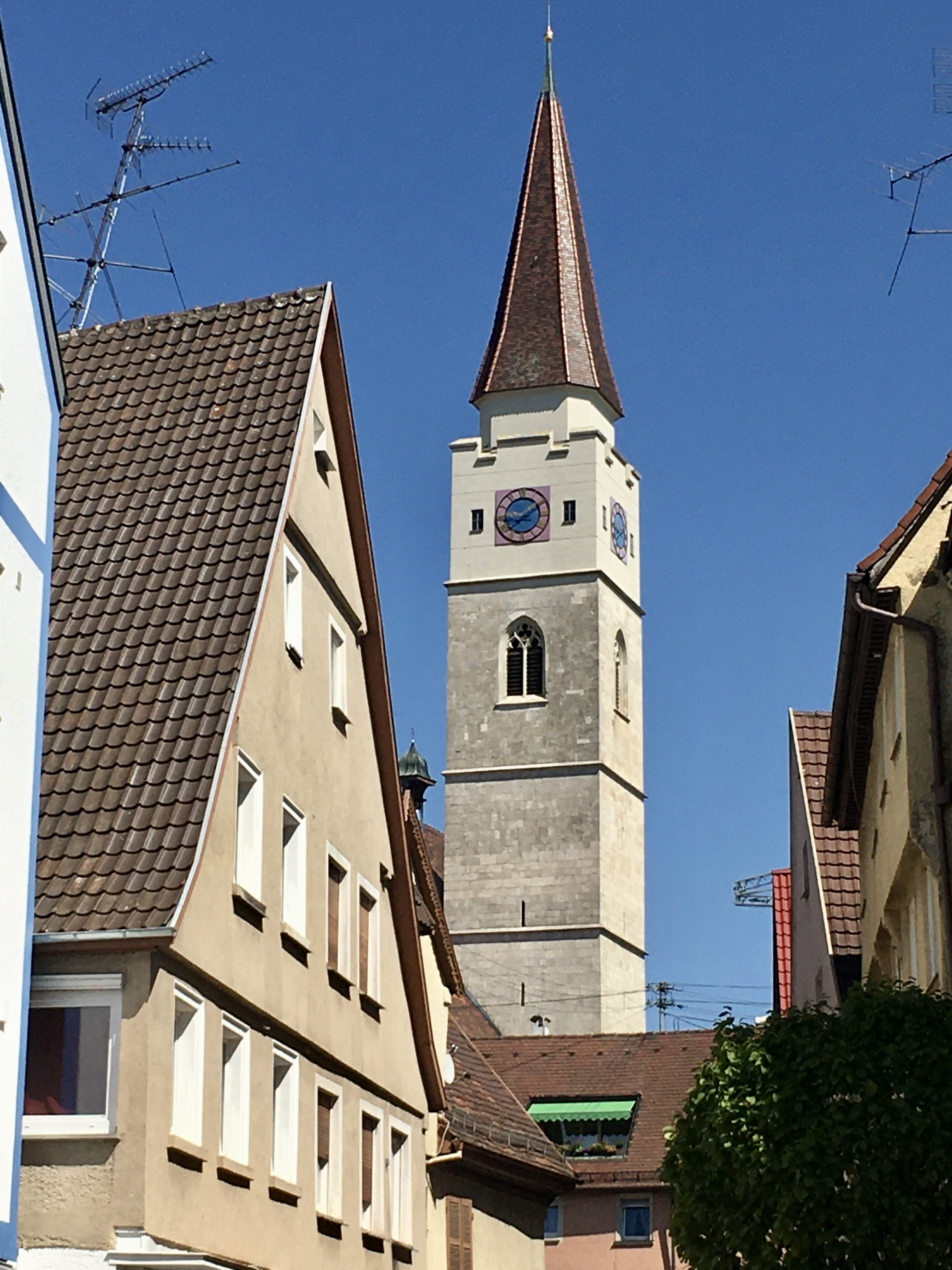
Turm der St.-Blasius-Kirche

Die heutige St. Blasius/Theodul-Kirche (Theodul von Sitten († 400) ist auch Stadtpatron) ist ein Bau aus dem 18. Jahrhundert mit dem Turm von 1888. Eine Liebfrauenkirche wurde 1239 von den Grafen von Berg gestiftet und 1639 dem 1630 gegründeten Franziskanerkloster übergeben. 1723/25 wurde sie neu erbaut. Das Klostergebäude dient heute dem Kulturamt. Eine weitere katholische Kirche ist die Herz-Jesu-Kirche (früher Kirche des Benediktinerkollegs) – Konviktskirche – von 1712/19 mit Turm von 1885. 1970 entstand die St.-Michaels-Kirche. Die Katholiken der Kernstadt und von Altsteußlingen, Berkach, Dettingen und Herbertshofen gehören zu den beiden Kirchengemeinden St. Blasius und St. Michael. In Altsteußlingen gibt es eine Kirche von 1756 mit gotischem Chor und neuem Turm von 1970. In Dettingen steht die Kapelle St. Leonhard, die 1765 erbaut wurde, und in Dintenhofen eine Kapelle von 1705. Auch die Katholiken aus Heufelden gehören zu Ehingen. Dort gibt es die Filialkirchengemeinde St. Gangulf mit einem Gotteshaus aus dem 14. Jahrhundert, das 1904 verlängert wurde. Im zugehörigen Weiler Blienshofen steht die Kapelle St. Georg von 1485, die im 18. Jahrhundert erneuert wurde.
In den anderen Ehinger Stadtteilen gibt es folgende katholische Kirchengemeinden: Dächingen („zur schmerzhaften Mutter“, 1848 in die ehemalige Zehntscheuer eingebaut), Erbstetten (spätgotische St.-Stephanus-Kirche; Filialkapelle St. Georg Unterwilzingen, erbaut 1908 unter Einbeziehung des Altbaus von 1724), Frankenhofen (St. Georg, erbaut 1674 mit älterem Turm und Chor; spätgotische Kapelle in Tiefenhülen), Gamerschwang (St. Nikolaus, 1689 mit Anbau von 1870), Granheim (St. Martinus, 17. Jahrhundert, mit gotischem Turm, zur Gemeinde gehören auch die Katholiken aus Mundingen), Kirchbierlingen (St. Martinus, erbaut 1513 mit romanischen Resten; zur Gemeinde gehören auch Schaiblishausen mit der 1890 erbauten Kapelle St. Magnus und Leonhard, Volkersheim mit der im 18. Jahrhundert erbauten Wendelinskapelle, Altbierlingen mit einer St.-Wendelin-Kapelle und Berg mit der Filialkirche St. Ulrich), Kirchen (St. Martinus, 18. Jahrhundert mit spätgotischem Turm, weitere Kapellen in den zugehörigen Weilern Deppenhausen, Mochental, Mühlen, Schlechtenfeld und Stetten), Nasgenstadt (St. Petrus und Paulus, erbaut 1729 mit Turm von 1749) und Rißtissen (St. Pankratius und St. Dorothea, erbaut 1787, Friedhofskapelle St. Leonhard von 1483 und staufenbergische Gruftkapelle von 1873).
Alle genannten katholischen Kirchengemeinden gehörten bis Anfang des 19. Jahrhunderts zum Bistum Konstanz und anschließend zum Landkapitel Ehingen. Seit 1821 gehören sie zum Bistum Rottenburg, jetzt Diözese Rottenburg-Stuttgart. Das frühere Dekanat Ehingen wurde 2008 mit dem Dekanat Ulm zum neuen Dekanat Ehingen-Ulm mit Sitz in Ulm zusammengefasst.

### Evangelische Kirche
Ab Anfang des 19. Jahrhunderts zogen vermehrt Angehörige der evangelischen Kirche nach Ehingen, später auch in die anderen heute katholischen Stadtteile Ehingens. Anfangs wurden sie von der Pfarrei Rottenacker betreut. 1848 wurde in Ehingen eine Filialkirchengemeinde eingerichtet und 1879 eine evangelische Kirche gebaut. Seit 1889 besteht eine eigene Pfarrei. Das Gemeindezentrum Wenzelstein mit eigener Pfarrei entstand 1971. Heute bilden die beiden Pfarrbezirke Ehingen-Nord und Ehingen-Süd die evangelische Kirchengemeinde Ehingen, die zusammen mit Allmendingen die Gesamtkirchengemeinde Ehingen innerhalb des Kirchenbezirks Blaubeuren der Evangelischen Landeskirche in Württemberg bildet.
Die Kirchengemeinde Ehingen betreut auch die meisten evangelischen Bewohner der Ehinger Stadtteile. Frankenhofen gehört zur Kirchengemeinde Weilersteußlingen, Herbertshofen, Kirchbierlingen und Volkersheim betreut die Kirchengemeinde Rottenacker. Im Stadtteil Mundingen gibt es eine eigene evangelische Kirchengemeinde, die schon seit der Reformation besteht, weil dieser Ort damals bereits zu Württemberg gehörte. Die dortige Pfarrkirche wurde 1790 neu erbaut. Diese Kirchengemeinde, zu der auch die Evangelischen aus den Stadtteilen Dächingen, Erbstetten, Granheim und Kirchen gehören, ist Teil des Kirchenbezirks Bad Urach-Münsingen. Der Stadtteil Rißtissen gehört zur Kirchengemeinde Ersingen (Stadt Erbach) im Kirchenbezirk Biberach.

### Sonstige christliche Kirchen
Neben den beiden großen Kirchen gibt es in Ehingen auch freikirchliche Gemeinden, darunter die Arche Volksmission. Auch die Neuapostolische Kirche ist in Ehingen vertreten.

### Muslime
Fast alle Muslime in der Stadt sind Anhänger des sunnitischen Islam. Ihnen stehen eine große und zwei kleinere Moscheen bzw. Gebetsstätten unterschiedlicher Träger zur Verfügung. Die große Mevlana-Moschee in Ehingen, mit einem 21 Meter hohen Minarett und einer Kuppel mit einem Durchmesser von 9 Metern, wurde 2003 vollendet. Träger ist die Türkisch-Islamische Union der Anstalt für Religion (DİTİB), ein in Deutschland tätiges Organ der türkischen Regierung.

## Politik

### Gemeinderat
Die Kommunalwahl vom 9. Juni 2024 führte bei einer Wahlbeteiligung von 57,54 % (2019: 53,90 %) zu folgendem Ergebnis:
| Partei / Liste | Stimmenanteil | G/V %p | Sitze | G/V |
| CDU            | 53,87 %       | + 0,82 | 20    | + 1 |
| SPD            | 8,12 %        | − 1,60 | 3     | ± 0 |
| Grüne          | 12,33 %       | - 6,05 | 5     | - 2 |
| Freie          | 14,70 %       | + 6,44 | 5     | + 2 |
| Junges Ehingen | 7,90 %        | - 0,07 | 3     | ± 0 |
| FDP            | 3,09 %        | + 0,47 | 1     | ± 0 |

### Bürgermeister
An der Spitze der Stadt Ehingen stand in den Zeiten der Grafen von Berg zunächst ein Ammann, auch Schultheiß, der aus der Bürgerschaft ernannt wurde. Um 1290 wurde auch ein von den Zünften gewählter Rat genannt, dem der Bürgermeister vorstand. Ab 1444 wurde der Ammann frei gewählt. Ab 1568 gab es drei Bürgermeister, die den Inneren Rat bildeten. Einer davon stand als Amtsbürgermeister an der Spitze der Stadtregierung. Ab 1748 unterstand Ehingen dem Oberamt Burgau (Sitz in Günzburg). Die Amtsgeschäfte in Ehingen führte ein österreichischer Vogt, dem ein Überreiter zur Seite stand. Ab 1756 gab es eine Enge Deputation, einen Inneren und einen Äußeren Rat. In württembergischer Zeit war ein Stadtschultheiß eingesetzt. Ab 1818 gab es auch wieder einen Rat.
1935 wurde aus dem Stadtschultheiß der Bürgermeister, der seit der Erhebung zur Großen Kreisstadt 1974 die Amtsbezeichnung Oberbürgermeister trägt. Gegenwärtig wird der Oberbürgermeister für eine Amtszeit von acht Jahren gewählt. Er ist Vorsitzender des Gemeinderats und Leiter der Stadtverwaltung. Seine Stellvertreter sind der Erste Beigeordnete und der Beigeordnete, beide mit der Amtsbezeichnung Bürgermeister.
Die Stadtoberhäupter Ehingens seit 1700:
| - 1699–1705 Jakob Höcht - 1701–1713, 1731–1737, 1739 Andreas Eyssel - 1707, 1715 Franz Josef Kaiblin - 1722 Georg Kocher - 1731–1758 Ferdinand Blaw - 1749–1753 Zacharis Sallwürckh - 1750 Johann Jakob Volz - 1759–1764 Franz Xaver Menne - 1759–1764 Fidel Maria Belli de Pino - 1770–1774 Anton Hohenadel - 1774–? Constantin Zeiler und Dr. Probst (provisorisch) - 1780–1787 Ignaz Jenko von Jenkenshaim | - 1787–1815 Joseph Million - 1815–1818 Xaver Boog - 1812–1828 Josef Vogt - 1828–1862 Gottfried Wizigerreuter - 1863–1906 Franz Joseph Müller - 1906–1926 Andreas Locher - 1926–1945 Hans Henger - 1945–1954 Max Kauter - 1954–1986 Wilfried Henger - 1986–2010 Johann Krieger (CDU) - seit 2010 Alexander Baumann (CDU) |

### Wappen
| Wappen von Ehingen (Donau) | Blasonierung: „Von Silber und Rot fünfmal schräg geteilt.“ |
| Wappen von Ehingen (Donau) | Wappenbegründung: Das Wappen tauchte bereits 1304 in den Stadtsiegeln auf. Dabei handelte es sich um das Wappen der Grafen von Berg, die damaligen Stadtherren (vergl. zum Teilort Berg). Im 18. Jahrhundert wurden die fünf Schrägbalken durch drei Schrägbalken ersetzt. Das Regierungspräsidium Tübingen verlieh am 19. Februar 1979 das Wappen in seiner ursprünglichen Form. |

Die Stadtflagge besteht aus Weiß-Rot.

### Städtepartnerschaft
Ehingen (Donau) unterhält seit 1992 eine Städtepartnerschaft mit Esztergom (Gran) im Komárom-Esztergom in Ungarn.

## Wirtschaft und Infrastruktur

### Verkehr

#### Bahnverkehr
Ehingen liegt an der Bahnstrecke Ulm–Sigmaringen (auch Donaubahn genannt) und ist Regionalbahn- sowie Regional-Express-Halt. Die Regional-Express Züge verkehren im Stundentakt zwischen Ulm und Sigmaringen (größtenteils auch stündlich bis nach Donaueschingen, seltener bis Villingen-Schwenningen). Ehingen ist ebenfalls Teil der stündlich verkehrenden Regio-S-Bahn-Linie Ulm-Munderkingen. Somit ergibt sich nach Ulm und nach Munderkingen ein Halbstunden-Takt. Die Stadt ist in den Donau-Iller-Nahverkehrsverbund (DING) eingegliedert.

#### Fernstraßen
Durch die Bundesstraße 465 (Kirchheim unter Teck–Leutkirch im Allgäu), die Bundesstraße 311 (Ulm–Geisingen) und die Bundesstraße 492 (Blaubeuren–Ehingen) ist Ehingen an das überregionale Straßennetz angebunden.

#### Radverkehr
Durch Alltagsrouten aus dem Radnetz Baden-Württemberg ist Ehingen 
- über den Stadtteil Gamerschwang und über Öpfingen, Oberdischingen und Erbach mit Ulm,
- über den Stadtteil Dettingen und über Rottenacker und Munderkingen mit Riedlingen,
- über Allmendingen und Schelklingen  mit Blaubeuren und
- über die Stadtteile Altsteußlingen und Frankenhofen mit Münsingen verbunden.

Ehingen liegt am Donauradweg, der sich dort teilt. Der direkte Weg führt die Donau entlang über Erbach nach Ulm; der landschaftlich reizvollere verläuft über das Urdonautal in Richtung Blaubeuren, das heute von der Blau durchzogen wird. In Ulm vereinigen sich die beiden Zweige wieder. Die Hauptroute wird ab Tuttlingen auch als EuroVelo-Route EV6 und zwischen Tuttlingen und Passau als D-Route 6 geführt. In Ehingen verläuft sie aber nicht durchgängig im Tal, sondern am Wolfertturm vorbei in den Stadtteil Nasgenstadt.
Durch die Stadt führt überdies der Oberschwaben-Allgäu-Radweg. Er ist eine Rundstrecke über Ulm und Tettnang und verläuft nach Rottenacker kommend nach Ehingen und weiter über den Stadtteil Blienshofen nach Oberdischingen.

#### Fluggelände
Etwa 4 km westlich des Zentrums liegt das Segelfluggelände Ehingen-Schlechtenfeld.

### Ortsansässige Unternehmen
Unternehmen in der Stadt sind Liebherr (Fahrzeug- und Raupenkranbau, über 4500 Mitarbeiter), Sappi (Papierfabrik, über 500 Mitarbeiter), HTE Tries (Hydraulikelemente), Möbel Borst, die Berg Brauerei im Stadtteil Berg und der Maschinen- und Anlagenbauer Kottmann. Ehingen hat insgesamt fünf kleine, wirtschaftlich unabhängige Bierbrauereien und bezeichnet sich selbst, nach dem Gewinn des „Touristischen Ideenwettbewerb Genießerland Baden-Württemberg“, als Bierkulturstadt. Ehingen war überregional bekannt als Sitz der von 1975 bis 2012 bestehenden Drogeriemarkt-Kette Schlecker, die im gesamten deutschen Raum und im europäischen Ausland Filialen unterhielt.

### Medien
In der Stadt erscheinen die Schwäbische Zeitung und das Ehinger Tagblatt, eine Lokalausgabe der Südwest Presse.

### Gericht und Einrichtungen
Das Amtsgericht Ehingen gehört zum Landgerichtsbezirk Ulm und zum OLG-Bezirk Stuttgart. Weitere Behörden sind eine Außenstelle des Landratsamts Alb-Donau-Kreis und das Finanzamt.
Das Kreiskrankenhaus Ehingen verfügt über 198 Betten in den Abteilungen Chirurgie, Innere Medizin, Geburtshilfe/Gynäkologie, Hals-Nasen-Ohren und Urologie. Ein Dialysezentrum ist ebenfalls vorhanden. Die BruderhausDiakonie betreibt in Ehingen Einrichtungen der Behindertenhilfe und der Sozialpsychiatrie.

### Bildung
Die Stadt Ehingen ist Schulträger des Johann-Vanotti-Gymnasiums Ehingen, der Realschule Ehingen und der Hermann-Gmeiner-Schule (Förderschule). Ferner unterhält sie zwei Grund- und Hauptschulen (Grund- und Hauptschule Längenfeld und Michel-Buck-Schule), eine Hauptschule (in Kirchbierlingen) und fünf selbständige Grundschulen (Berg, Erbstetten und Frankenhofen, Grundschule im alten Konvikt, Kirchen und Rißtissen).
Der Alb-Donau-Kreis ist Träger der beruflichen Schulen (Gewerbliche Schule, Kaufmännische Schule und Magdalena-Neff-Schule – Haus- und Landwirtschaftliche Schule), der Schmiechtalschule für geistig Behinderte mit Schulkindergarten und der Krankenpflegeschule am Kreiskrankenhaus Ehingen.
Von 1983 bis 2009 befand sich in Ehingen das dann nach Tübingen verlegte Theologische Vorseminar Ambrosianum der Diözese Rottenburg-Stuttgart, an dem man das Hebraicum, Graecum, großes Latinum und Grundkenntnisse der Philosophie in einem Jahr erwerben kann.
Im katholischen Internat Kolleg St. Josef wohnen Schüler, die die umliegenden Schulen besuchen.
Die private Berufsfachschule des Internationalen Bundes e. V. (IB) rundet das schulische Angebot Ehingens ab.

## Kultur, Sport und Sehenswürdigkeiten

Die sechste Schleife des Oberschwäbischen Pilgerweges beginnt in Ehingen

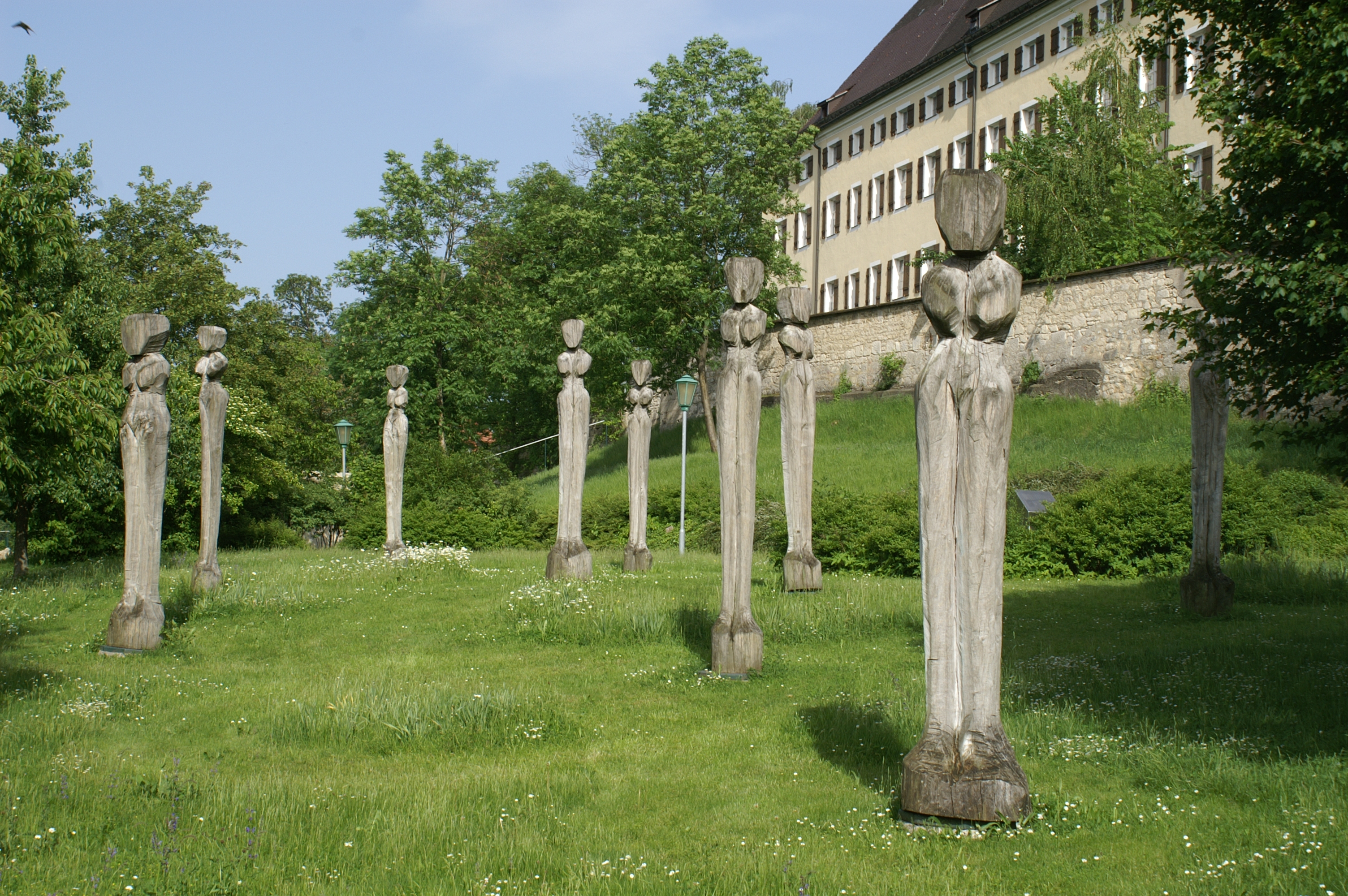
Die Groggensee-Skulpturen des Basler Künstlers Stefan Hübscher stehen in der Groggensee-Parkanlage in Ehingen

Ehingen liegt an der Oberschwäbischen Barockstraße und der Deutschen Fachwerkstraße. Am westlichen Stadtrand liegt das Naturschutzgebiet Blauer Steinbruch. Seit 2009 verläuft der Oberschwäbische Pilgerweg, ein spiritueller Wanderweg, mit seiner Schleife 6 ebenfalls durch Ehingen.

### Kirchen
Die Türme der drei Kirchen Liebfrauen, Herz-Jesu und St. Blasius gelten als Wahrzeichen der Stadt. In allen Stadtteilen gibt es (meist katholische) Kirchen (Näheres siehe Abschnitt Religionen)
- Die Liebfrauenkirche ist ein Beispiel franziskanischen Barocks und wirkt durch ihre geschlossene Innenausstattung.
- Die Herz-Jesu-Kirche (Konviktskirche) mit kreuzförmigem Grundriss und angeschlossenem Konvikt stammt aus der Schule des Vorarlberger Barockbaumeisters Franz Beer, die Ausstattung wurde während der Säkularisation zu großen Teilen vernichtet
- Die Kirche St. Blasius (Stadtpfarrkirche) ist eine barockisierte gotische Kirche mit einigen sehenswerten Renaissance-Altären (unter anderem der Winckelhofer-Altar). Die Kirche wurde von der Denkmalstiftung Baden-Württemberg zum „Denkmal des Monats August/September 2023“ ernannt.

### Museen und Galerien
- Museum der Stadt Ehingen im ehemaligen Heilig-Geist-Spital, errichtet 1340 (seit 2016 Infostelle des UNESCO Geoparks Schwäbische Alb)
- Besenmuseum und Privatgalerie im barocken Schloss Mochental
- Römermuseum in der Schule Rißtissen
- Pfarrer Dr.-Walz-Saal im Pfarrhaus Erbstetten
- Modemuseum Feigel im ehemaligen Schulgebäude Granheim
- Turmuhrenmuseum Granheim mit Motorrad- und Apparaturensammlung
- Alte Säge in Mundingen
- Braumuseum in Berg der Berg Brauerei, Museumle im alten Brauhaus
- Städtische Galerie Ehingen, Moderne Kunst und Sammlung Doris Nöth in Ehingen
- ’s Bäumle in Berg, Galerie-Café-Kunstkeller

### Sonstige Bauwerke

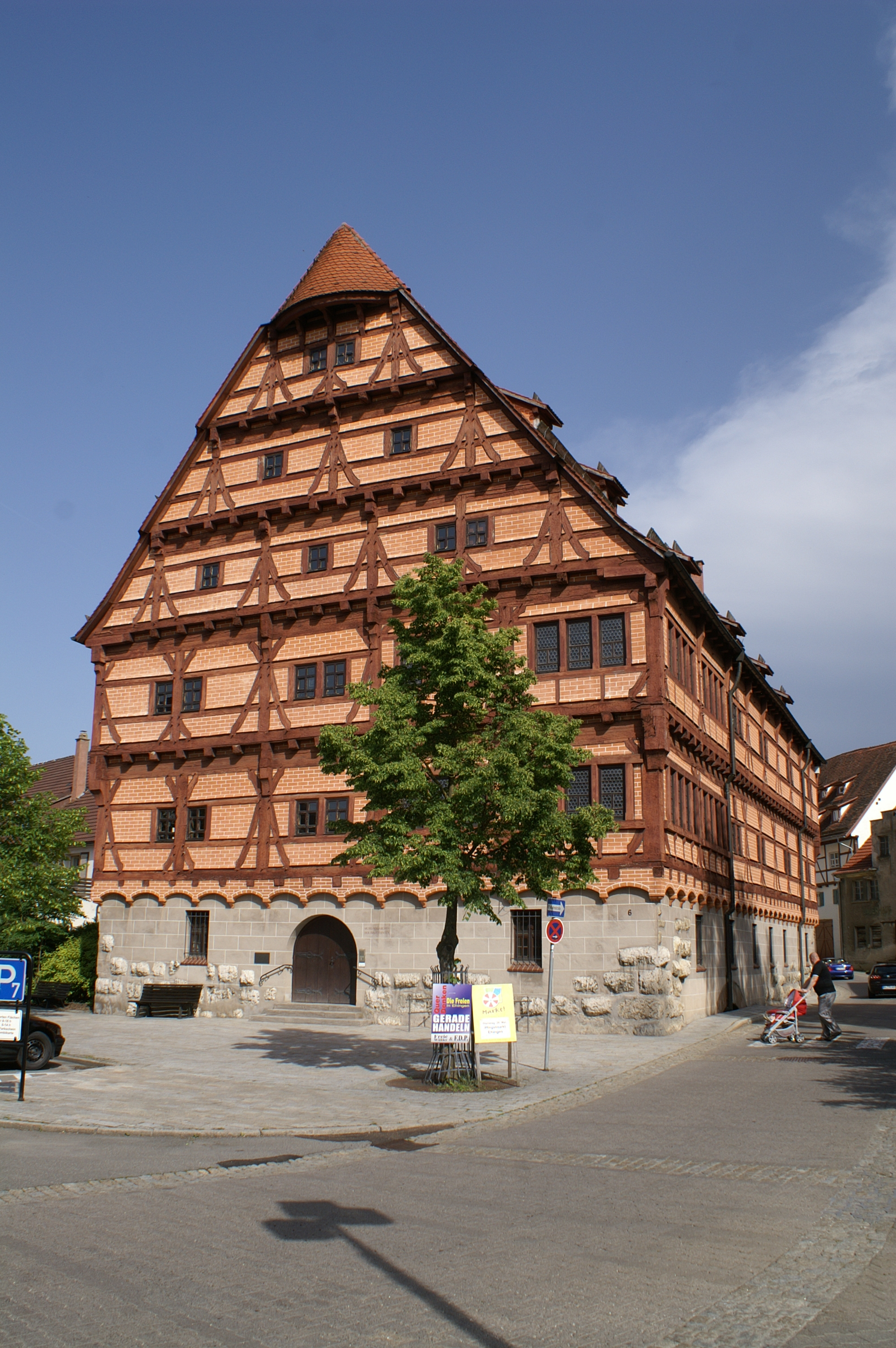
Heilig-Geist-Spital

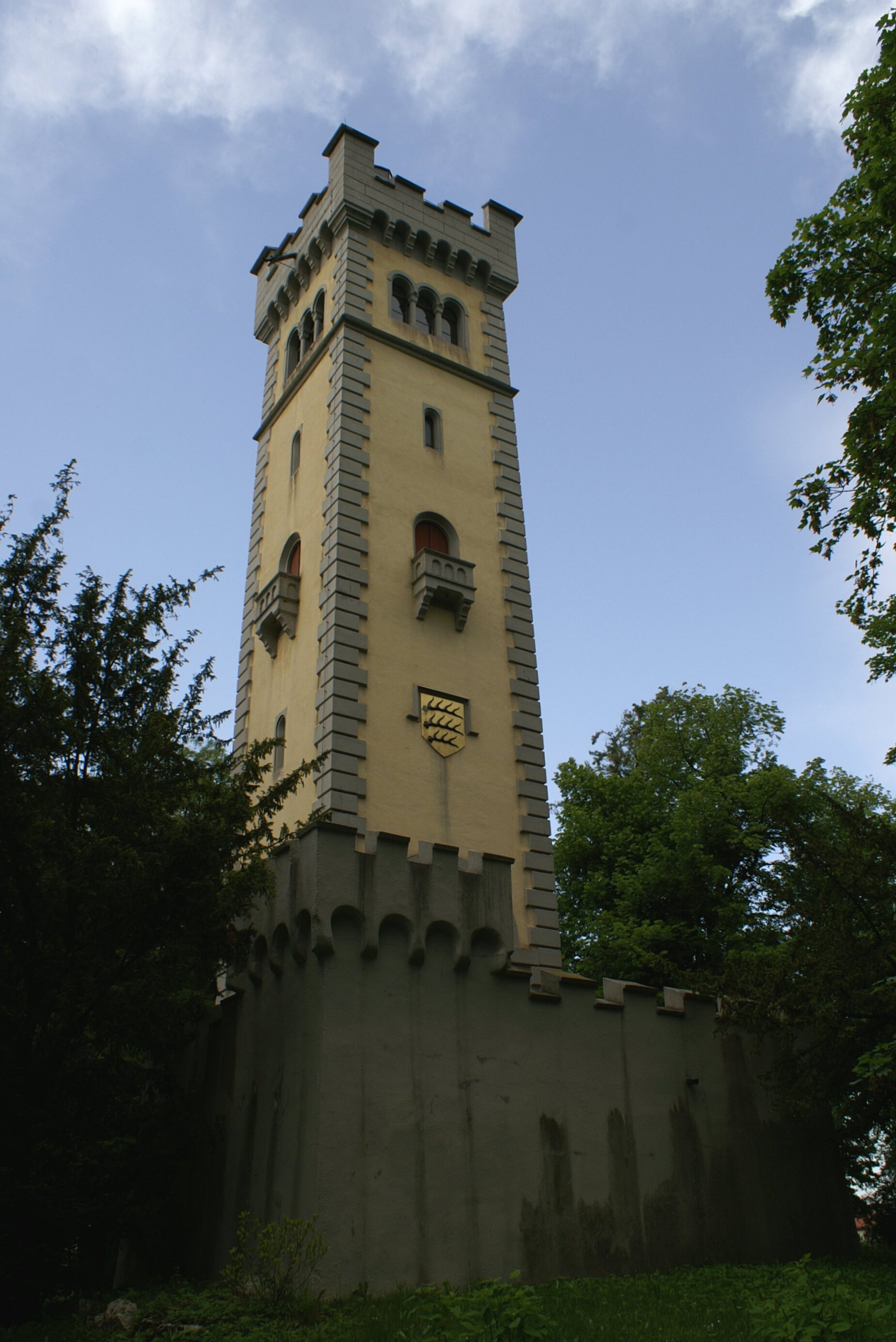
Wolfertturm

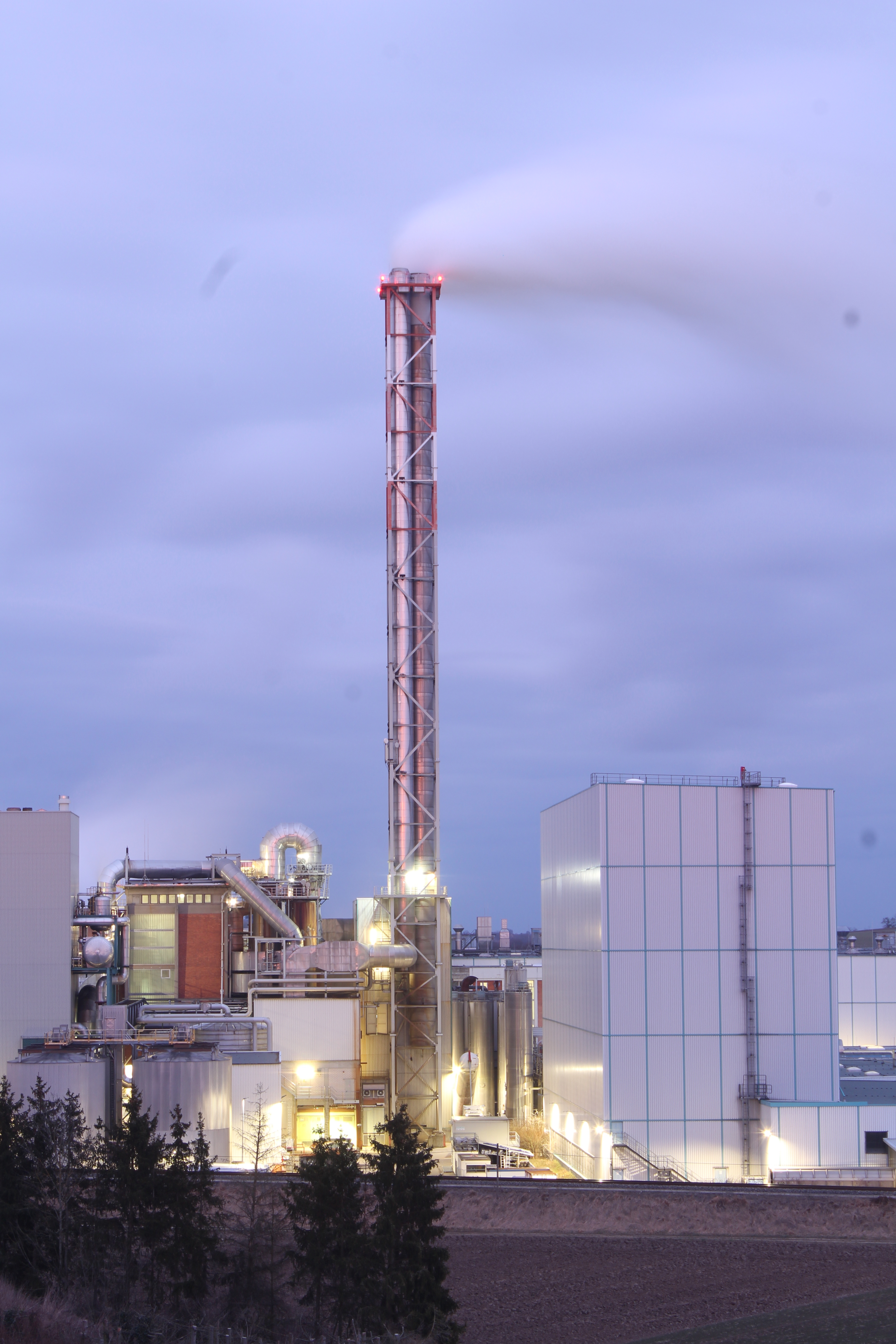
Kamin der SAPPI-Papierfabrik

- Das Ständehaus am Marktplatz diente von 1769/70 bis 1805 als Amtshaus der Schwäbisch-Österreichischen Landstände, heute befindet sich darin das Amtsgericht und die Büros der Gerichtsvollzieher.
- Ellerbacher Schlösschen am Markt, nach dem Brand von 1688 neu errichtet
- Ehemaliger Urspringer Pfleghof auf dem Gänsberg, seit 1827 Oberschaffnei der Universität Freiburg, neu errichtet 1687
- Das Heilig-Geist-Spital mit der Spitalkapelle
- Rekonstruierter Wehrgang am Viehmarkt
- Das Schloss Mochental
- Der Wolfertturm, ein 30 m hoher Aussichtsturm aus dem Jahr 1891, erbaut als Kaiser-Wilhelm-Gedächtnisturm[16]
- Das ehemalige Franziskanerkloster dient heute als Kulturzentrum
- Die 2002 bis 2003 gebaute Mevlana-Moschee mit Kuppel und Minarett
- Am Marktplatz der Theodulbrunnen mit der Teufelslegende und Szenen aus dem Stadtleben
- 107 Meter hoher Kamin der Sappi-Papierfabrik, ein als Stahlfachwerkturm ausgeführter Schornstein[17]

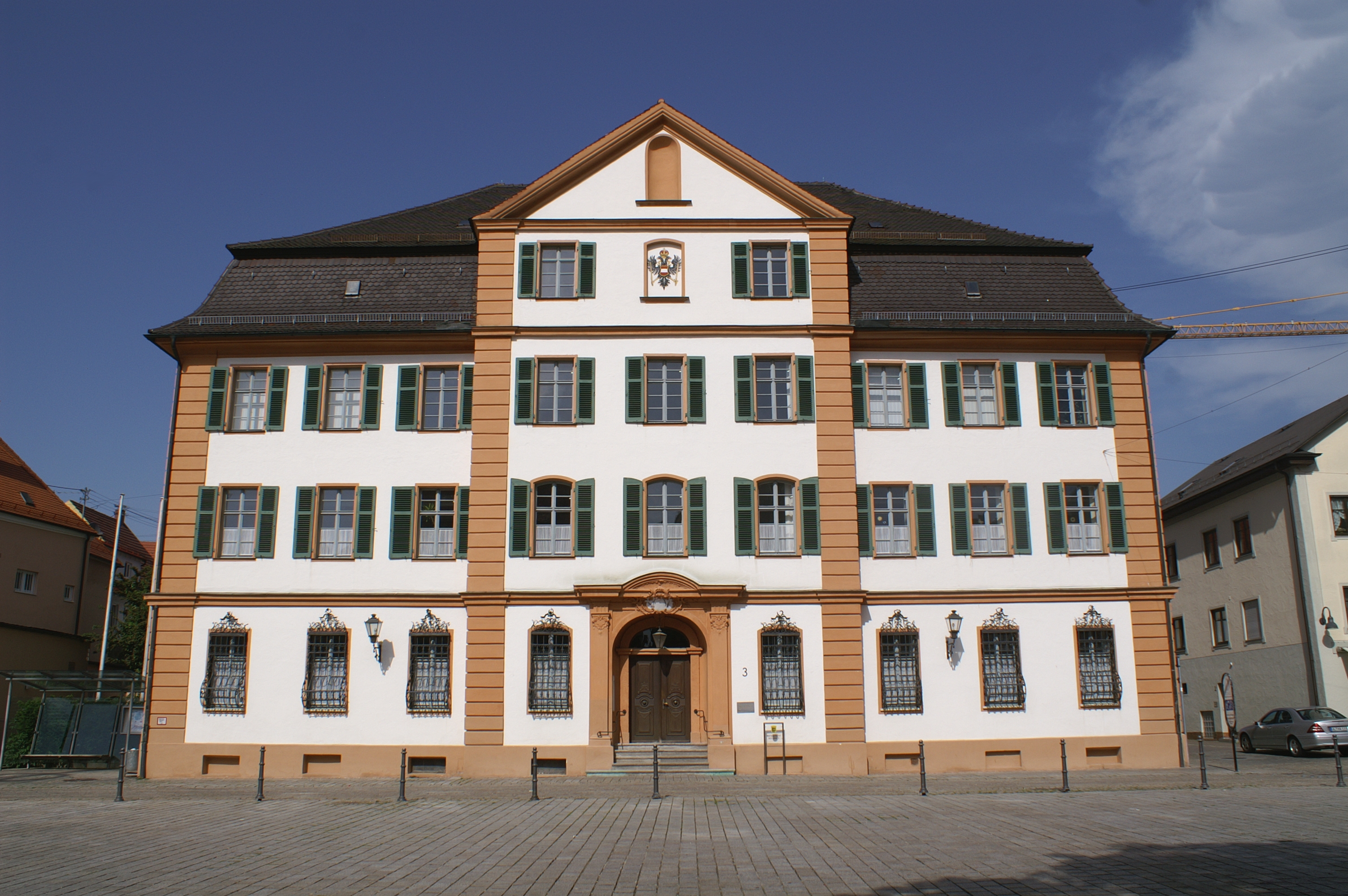
Ständehaus am Marktplatz
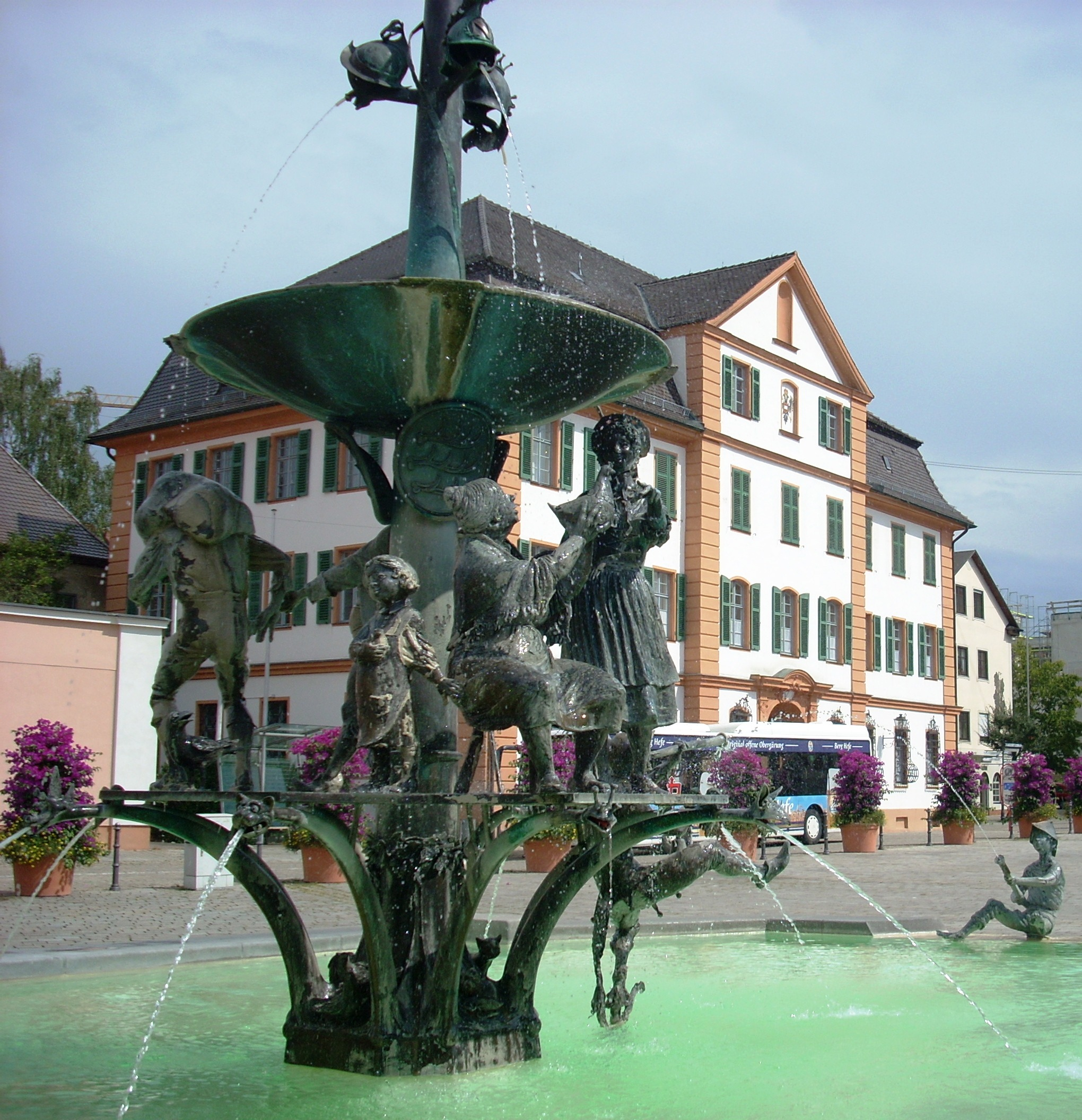
Theodul-Brunnen am Marktplatz
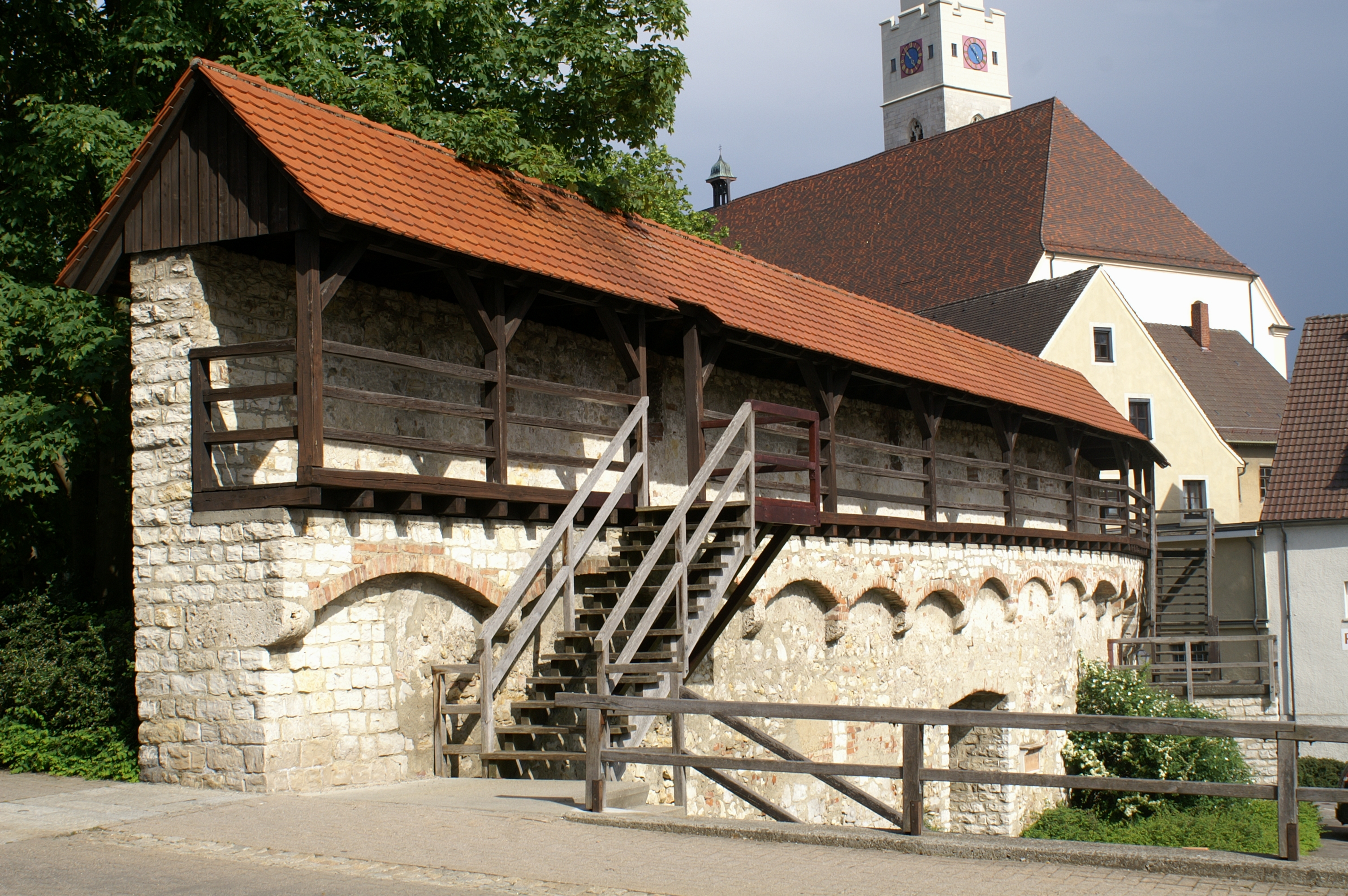
Rekonstruierter Wehrgang am Viehmarkt
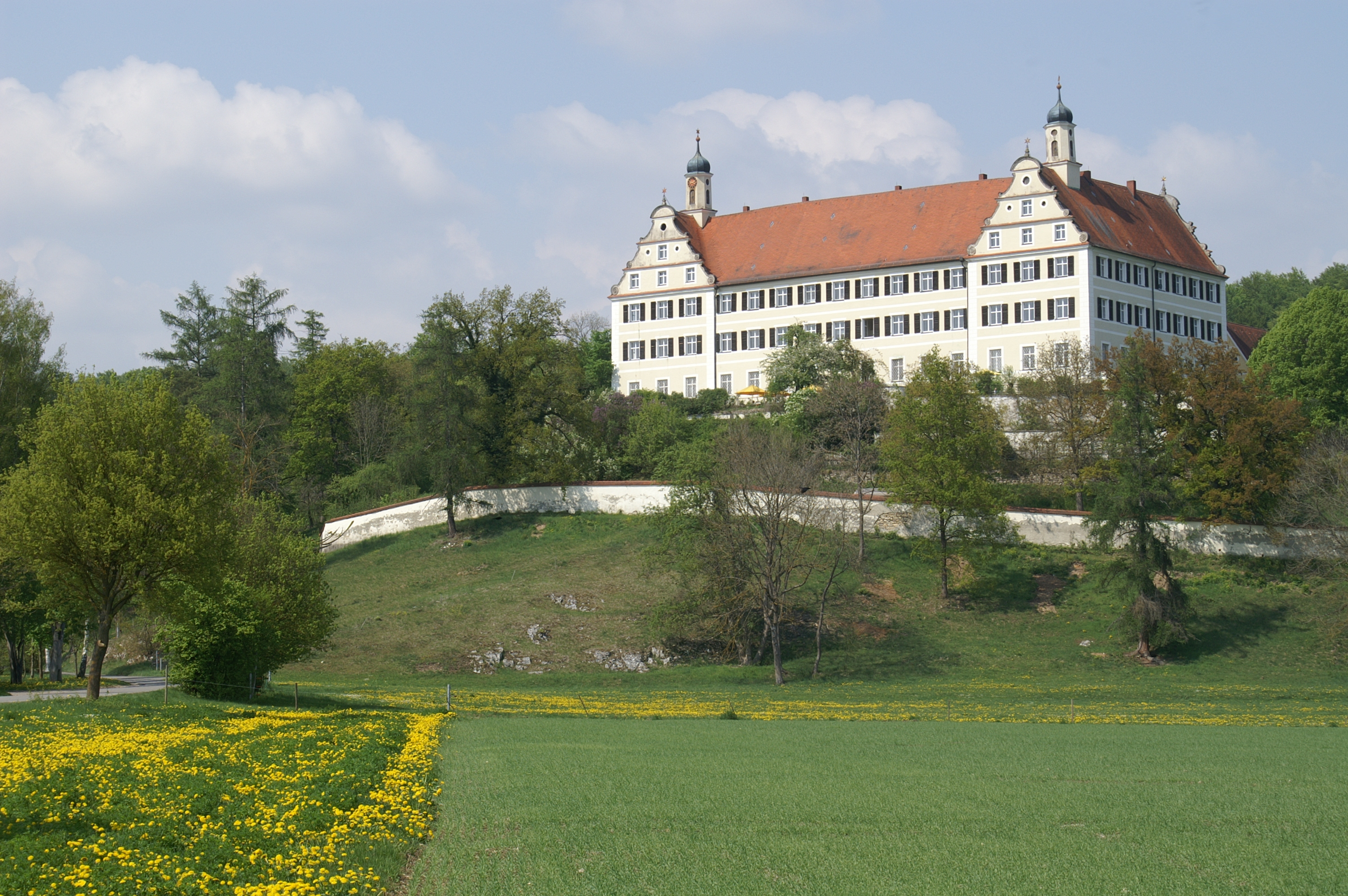
Schloss Mochental

### Ziegelhoflinde
Die alte Linde im Ziegelhof⊙, einem Ortsteil der Kernstadt, zählt zu den ältesten und urwüchsigsten Bäumen in Baden-Württemberg. Sie steht in dem kleinen, 2,5 km nordwestlich der Innenstadt gelegenen Weiler, beim Schullandheim „Jägerhof“. Ihr mehrfach geborstener, teilweise hohler Erdstamm trägt zwei mächtige Horizontaläste und einen deutlich schlankeren, senkrechten Mittelstamm. Die beiden fast waagrechten Queräste sind durch Stützen unterbaut, um sie gegen das Abbrechen durch Eigengewicht, bzw. Schneelast im Winter, zu sichern.
Die als Naturdenkmal (Kennung 84250330171) ausgewiesene und in die Liste markanter und alter Baumexemplare in Baden-Württemberg eingetragene Sommerlinde hat ein geschätztes Alter von 800–1000 Jahren. Der Baumveteran, an dem schon mehrfach Erhaltungs- und Pflegemaßnahmen durchgeführt wurden, hat einen Stammumfang von nahezu 9,5 Metern.

### Brauchtum
Ehingen ist eine Fasnets-Hochburg. Die ältesten Berichte über Fasnetsveranstaltungen sind einige hundert Jahre alt. Eine Hauptfigur der Ehinger Fasnet, der „Muckenspritzer“, nimmt Bezug auf einen vermeintlichen Kirchturmbrand am 27. August 1859, bei dem sich die „Rauchwolke“ als gigantischer Mückenschwarm entpuppte. Die Narrenzunft Spritzenmuck reicht in die 1920er Jahre zurück und wurde in der heutigen Form 1955 gegründet. Weitere Ehinger Narrenzünfte entstanden in den letzten Jahren.
Ein sonst nirgends nachgewiesener Brauch ist das sogenannte Huzzla-Ra. Am Kirchweihsamstag werden nach dem Zwölfuhrläuten Huzzla (gedörrte Birnen), Wecken, Würste und Süßigkeiten vom Turm der Stadtkirche geworfen und von der Jugend aufgesammelt. Für zusätzlichen Spaß bei den Zuschauern sorgen einige Eimer Wasser, der allzu Vorwitzige durchnässt.

### Sport
Größter Verein der Stadt ist die TSG Ehingen 1848 mit rund 2.000 Mitgliedern. Aus der TSG Ehingen ist der Basketball-Verein Team Ehingen/Urspringschule hervorgegangen, der 2011–2015 und seit 2016 in der zweithöchsten Spielklasse Deutschlands, der ProA, spielt. Die Männerfußballmannschaft des 1974 gegründeten SSV Ehingen-Süd aus dem Ortsteil Kirchbierlingen spielt in der Verbandsliga Württemberg. Beim Handball-Turnier Sparkassen-Cup, ehemals Schlecker-Cup, treten seit 1987 jährlich im Sommer erstklassige Teams aus ganz Europa an.

## Persönlichkeiten

### Ehrenbürger
- Joseph Christian Schliz (1781–1861), Oberamtmann, Ehrenbürger am 21. Januar 1818
- Joseph Hehle (1842–1928), Rektor des Gymnasiums Ehingen, Ehrenbürger am 4. August 1875
- Anton Hoch (Manager) (1842–1919), Direktor der Zementfabrik des Stuttgarter Immobilien- und Baugeschäfts in Ehingen, Ehrenbürger am 4. Juni 1912
- Hans von Kolb (1845–1928), Direktor der Königlichen Kunstgewerbeschule Stuttgart, ernannt am 17. August 1925
- Georg Zoller (1852–1941), Musikdirektor, Ehrenbürger am 13. Mai 1932
- Bernhard Krieg (1868–1943), Oberstudiendirektor, Rektor des Gymnasiums, Gründer des Altertumsvereins für den Bezirk Ehingen, Ehrenbürger am 1. März 1934
- Wilfried Henger (1926–2011), Oberbürgermeister a. D., ernannt am 11. Juni 2006

### Söhne und Töchter der Stadt
- Anno von Köln (1010–1075), Bischof von Köln und Heiliger
- Jakob Locher (1471–1528), humanistischer Schriftsteller und Übersetzer
- Jakob Bidermann (1578–1639), Barockdramatiker
- Christophorus Anton Krafft von Festenberg auf Frohnberg (1693–1765), Syndikus und Landesdeputierter der schwäbischen Landstände
- Carl Anton von Krafft (1743–1830), Oberamtmann und Landrichter der Grafschaft Nellenburg
- Johann Kaspar Ruef (1748–1825), Jurist, Bibliothekar und Professor in Freiburg
- Adolf Schliz (1813–1877), Stadtarzt in Heilbronn
- Ferdinand Probst (1816–1899), Theologe und Rektor der Friedrich-Wilhelms-Universität Breslau
- Karl Erhard Schmöger (1819–1883), römisch-katholischer Theologe
- Johann Evangelist Schöttle (1819–1884), Pfarrer und Heimatforscher
- Josef Probst (1823–1905), römisch-katholischer Pfarrer, Geologe und Paläontologe
- Franz Xaver Kolb (1827–1889), Kirchenmaler
- Max Hänle (1843–1914), württembergischer Oberamtmann
- Hans von Kolb (1845–1928), Direktor der Königlichen Kunstgewerbeschule Stuttgart
- Hermann Widmer (1871–1940), Maler und Kunsthandwerker
- Hans (Johann Nepomuk) Mantz (1872–1938), Oberbürgermeister von Ravensburg 1922–1932
- Franz Schenk von Stauffenberg (1878–1950), geboren in Rißtissen, Unternehmer und Politiker, Landtags- und Reichstagsabgeordneter
- Felix Stiegele (1881–1951), geboren in Mochental, katholischer Geistlicher, Mitglied des Deutschen Reichstags
- Karl Rapp (1882–1962), Gründer und Inhaber der Münchner Rapp Motorenwerke
- August Renz (1885–1954), geboren in Heufelden, Politiker (Zentrum), kommissarischer Landrat des Landkreises Ehingen und Bürgermeister von Heufelden
- Karl Osswald (1895–1964), paramilitärischer Aktivist
- Karl Kräutle (1897–1977), geboren in Nasgenstadt, Politiker (DNVP, NSDAP, SPD)
- Clemens Bauer (1899–1984), Wirtschaftshistoriker
- Albert Pfitzer (1912–2000), geboren in Kirchen, Direktor des Bundesrates (1951–1978)
- Ventur Schöttle (1929–2024), geboren in Granheim, Politiker (CDU)
- Tilmann Beller (1938–2012), Theologe, Pädagoge und Pater, Leiter der internationalen Schönstatt-Bewegung
- Fritz Vögtle (1939–2017), Chemiker und Hochschulprofessor
- Anton Schlecker (* 1944), Unternehmer
- Konrad Dettner (* 1951), Zoologe und Hochschulprofessor für Ökologie
- Johannes C. Weiss (1953–2006), Journalist
- Günther Benz (* 1957), Präsident des Rechnungshofes Baden-Württemberg
- Karl-Heinz Ott (* 1957), Schriftsteller
- Edith Schreiner (* 1957), Oberbürgermeisterin der Stadt Offenburg
- Hubertus von Freyberg-Eisenberg-Allmendingen (* 1958), römisch-katholischer Priester und Philosoph
- Ursula Zeller (* 1958), Kunsthistorikerin, Kuratorin und Museumsleiterin
- Peter Hepp (* 1961), taubblinder Seelsorger und Autor
- Verena Breitenbach (* 1963), Medizinerin, Gynäkologin, Autorin und Referentin
- Ulrike Cress (* 1965), geboren in Mundingen, Psychologin, Professorin an der Universität Tübingen
- Michael Glöckner (* 1969), Radsportler
- Asita Djavadi (* 1971), Sängerin, Musicaldarstellerin, Komponistin
- Markus Götz (* 1973), Handballspieler, Sportkommentator und -moderator
- Uwe Ströbele (* 1973), Basketballspieler
- Zoltan Sebescen (* 1975), Fußballspieler
- Sarah Hagmann (* 1985), Politikerin (Bündnis 90/Die Grünen)
- Manuel Hagel (* 1988), Politiker (CDU), Landtagsabgeordneter
- Thomas Geyer (* 1991), Fußballspieler
- Semir Telalović (* 1999), Fußballspieler
- Jonas Ried (* 2004), Autorennfahrer

### Mit Ehingen verbunden
- Heinrich Winkelhofer (um 1481–1526), Rechtsprofessor, Richter des Schwäbischen Bundes, württembergischer Kanzler
- Matthias Ob (um 1524–um 1572), amtierte um 1550 als kath. Pfarrer von Ehingen, später Weihbischof im Bistum Speyer sowie Titularbischof von Daulia
- Augustin Steinhäuser (1781–1849), Verwaltungsbeamter, Oberamtmann in Ehingen
- Michel Buck (1832–1888), schwäbischer Dialektdichter, Kulturhistoriker, Oberamtsarzt in Ehingen
- Eugen Gaus (1850–1934), Lehrer in Ehingen, entdeckte das Zementvorkommen bei der Stadt
- Julius Brzoska (1859–1930), Klassischer Philologe und Gymnasialdirektor, verbrachte seinen Ruhestand in Ehingen
- Rita von Gaudecker (1879–1968), Schriftstellerin
- Magdalena Neff (1881–1966), erste approbierte Apothekerin Deutschlands
- Richard Blankenhorn (1886–1968), württembergischer Pädagoge und Politiker (NSDAP)
- Josef Hörmann (1892–1946), Pädagoge und Politiker (NSDAP)
- Wolfgang Lackerschmid (* 1956), Jazzmusiker, Bandleader und Komponist
- Christina Diggance (* 1966), Politikerin, Vorsitzende der Kleinpartei Die Violetten – für spirituelle Politik
- Sebastian Wolf (* 1981), Politiker (CDU), war von 2011 bis 2022 Erster Bürgermeister und ständiger Vertreter des Oberbürgermeisters von Ehingen.